# Parque Trianon

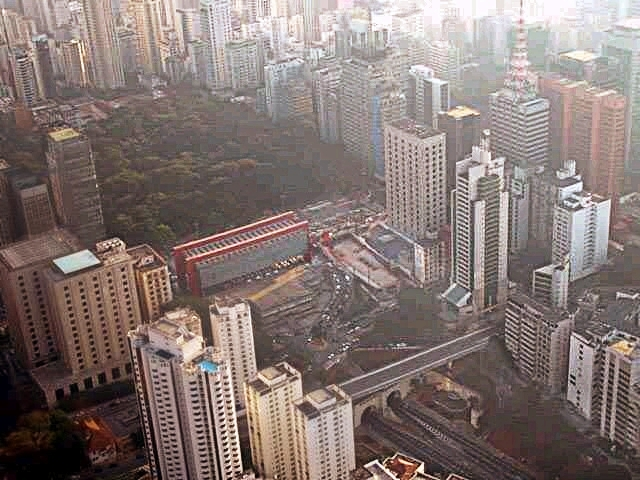
Parque Trianon, edificio del MASP y Tunel 9 de Julho

El Parque Tenente Siqueira Campos, más conocido como Parque Trianon o Parque do Trianon, es un espacio verde de la ciudad de São Paulo ubicado en la Avenida Paulista. Fue proyectado por el paisajista francés Paul Villon e inaugurado en abril de 1892. 
La denominación Trianon se debe a la existencia de un belvedere homónimo construido en 1916 y demolido en 1950, que había sido proyectado por Ramos de Azevedo y también se localizaba en la Avenida Paulista, en el lugar en el que en la actualidad se encuentra el Museo de Arte de São Paulo.
En 1924 el parque fue donado al gobierno municipal y en 1931 recibió su denominación actual en homenaje a uno de los exponentes de la Revuelta Tenentista, Antônio de Siqueira Campos.

## Historia

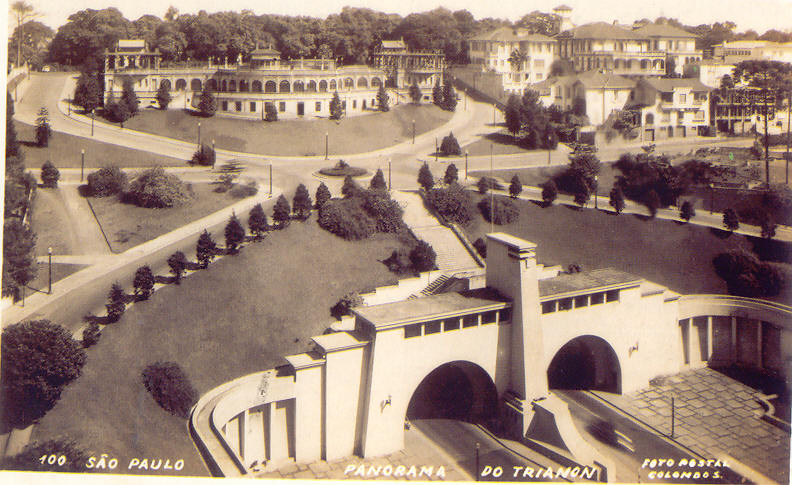
Trianon y Túnel Daher Cutait (1930)

El parque fue inaugurado el 3 de abril de 1892 en el marco de un proceso de urbanización de la ciudad de São Paulo. El año anterior se había inaugurado la Avenida Paulista. En aquella época, el ambiente cultural de la aristocracia cafetera era dominado por influencias del romanticismo europeo del siglo XIX y, de esa forma, el parque acabó teniendo aires de jardín inglés, a pesar de su exuberante vegetación tropical, remanecente de la Mata Atlántica.
El responsable del proyecto paisajístico fue el francés Paul Villon, motivo por el cual el parque a vezes es citado, en textos antigos, como Parque Villon. El nombre Trianon surgió del hecho de que, en esos tiempos, existía en el lugar donde hoy se sitúa el MASP, en frente al parque, un club con ese nombre. Por muchos años también fue conocido como Parque da Avenida y era explotado por privados, junto con el club, sirviendo de salón para fiestas, bailes y eventos culturales de la alta sociedad que pasó a vivir en la región de la Avenida Paulista. 
En la avenida entre ambos era la largada de varias corridas de automóviles y en 1924, fue la primera Corrida de San Silvestre, largando desde ese mismo lugar. También ese año, el parque fue donado al gobierno municipal y en 1931 recibió su nombre actual en homenaje al teniente Antônio de Siqueira Campos, un paulista de Río Claro, protagonista del Movimiento Tenentista de 1924.
A partir de 1968, en la gestión del prefecto Faria Lima, el parque pasó por varios cambios ideados por el paisajista Burle Marx y el arquitecto Clóvis Olga. Más recientemente, el parque fue protegido por el Condephaat y por el Conpresp.
Actualmente el Parque Trianon posee en su interior, además de la única reserva remanecente de mata atlántica de la región, otros atractivos como la estatua de Vítor Brecheret, fuentes, espacios de recreación para niños, un centro para aves, baños públicos y un centro administrativo, tornándose un refugio de entretenimiento y descanso en el medio de la agitada Avenida Paulista.

## Enlaces externos

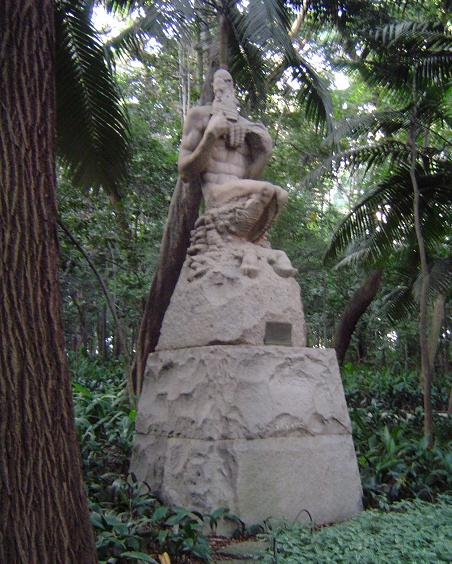
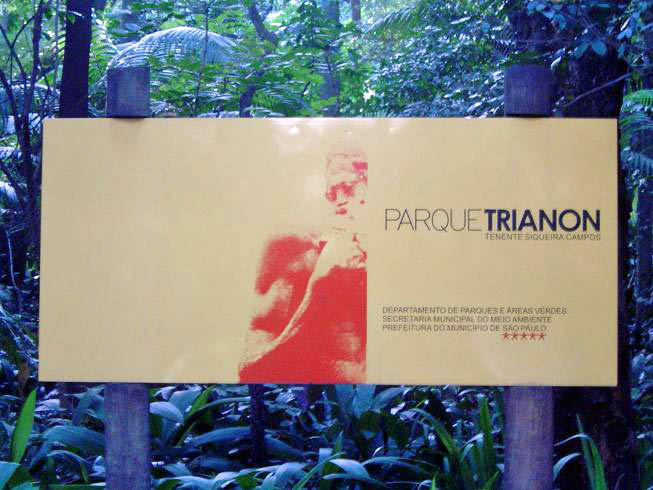
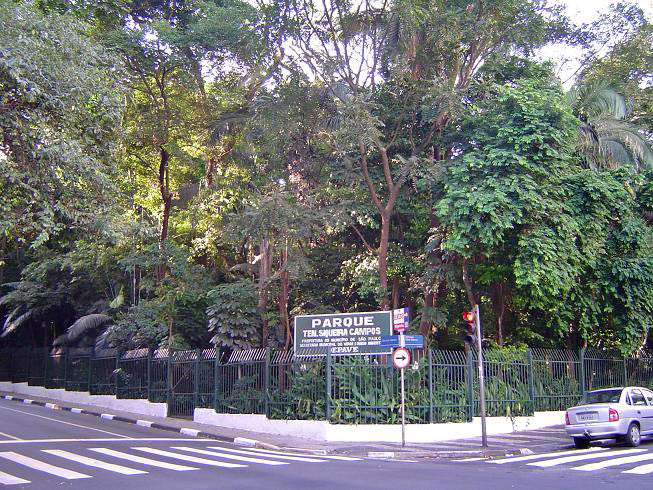
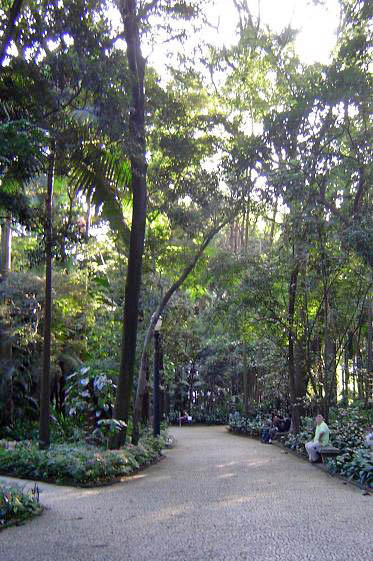
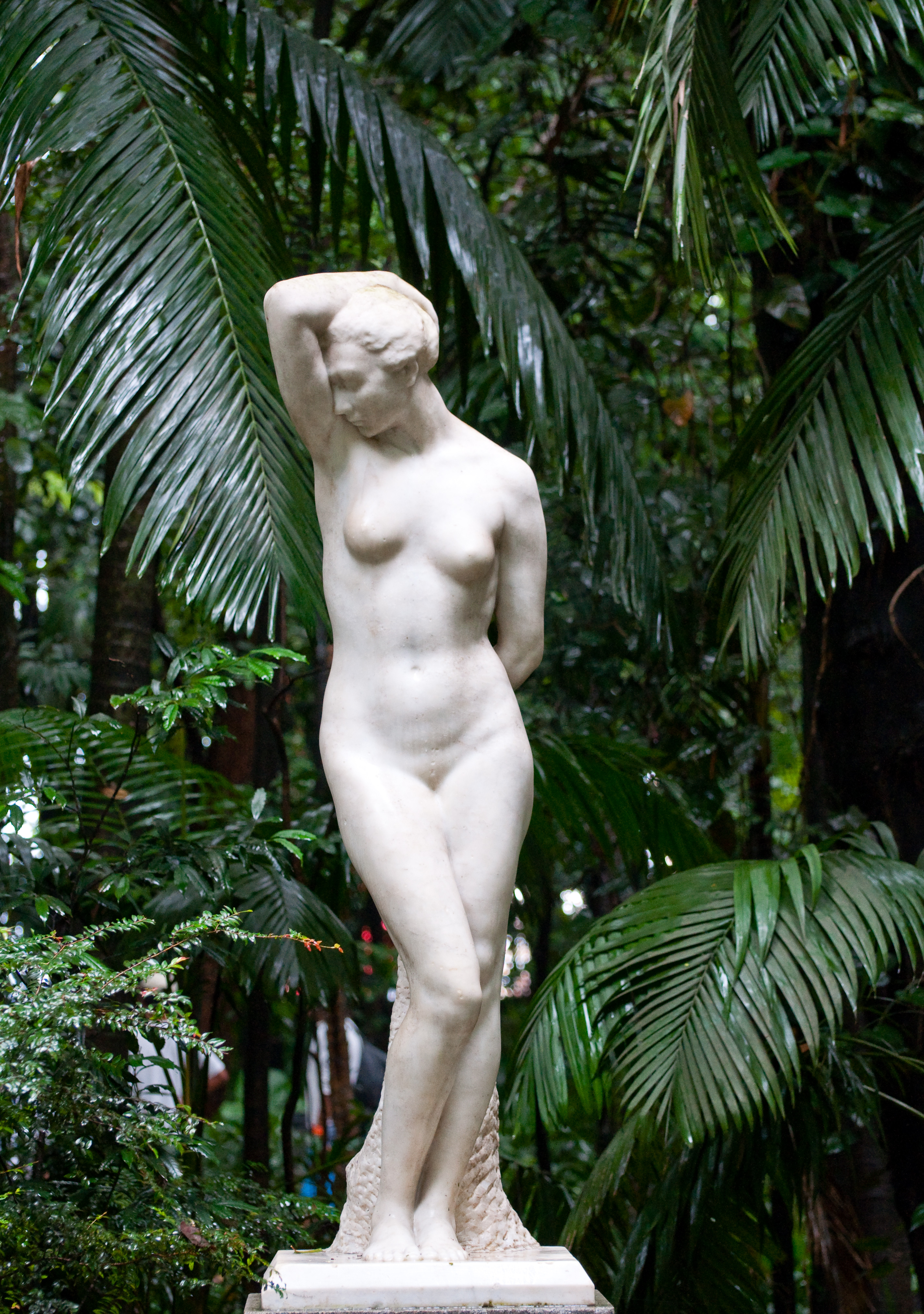
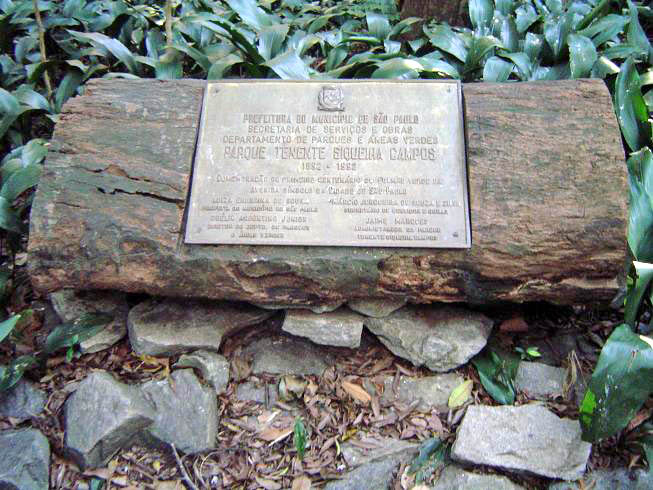
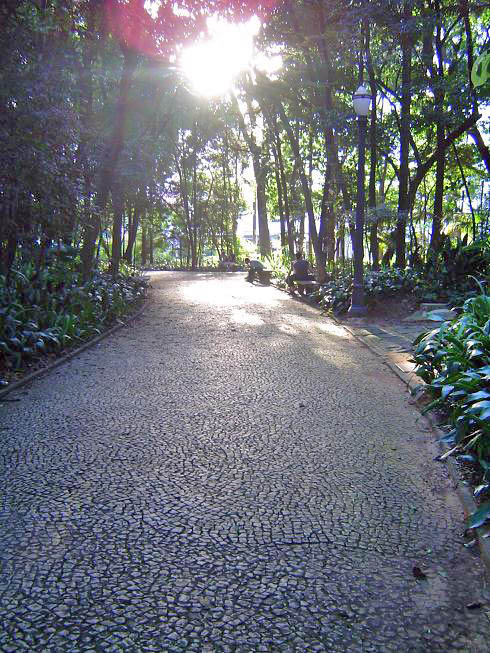

## Imágenes
- Imagen satelital del Parque Trianon (Google Maps) (23° 33' 41'' S 46° 39' 23'' W)
- Parque Trianon en WikiMapia